# 다바오 아테네오 대학교
다바오 아테네오 대학교(영어: Ateneo de Davao University, 필리핀어: Pamantasang Ateneo de Davao)는 필리핀 다바오의 4년제 가톨릭계 사립 대학이며 1948년에 첫 개교되었다.